# Eupithecia pseudoplumbeolata
Eupithecia pseudoplumbeolata är en fjärilsart som beskrevs av András Vojnits 1973. Eupithecia pseudoplumbeolata ingår i släktet Eupithecia och familjen mätare. Inga underarter finns listade i Catalogue of Life.